# Ubon Ratchathani (tỉnh)
Ubon Ratchathani, viết tắt Ubon (tiếng Thái: อุบลราชธานี, phiên âm: U-bon Rát-cha-tha-ni) là một tỉnh thuộc vùng Isan của Thái Lan, cách thủ đô Bangkok 500 km. Các tỉnh lân cận tỉnh này (từ phía Tây, theo chiều kim đồng hồ) là: Sisaket, Yasothon và  Amnat Charoen. Phía Bắc và phía Đông giáp với các tỉnh Salavan và Champasak của Lào, về phía Nam giáp  tỉnh Preah Vihear của Campuchia.

## Địa lý
Tại Khong Chiam, sông Mun, con sông lớn nhất của cao nguyên Khorat, hợp lưu vào sông Mekong, tạo thành biên giới Đông-Bắc của Thái Lan với Lào. Vùng này là biên giới của ba nước Thái Lan, Lào và Campuchia được gọi là "Tam giác Ngọc", tương phản với "Tam giác vàng" ở Bắc Thái Lan. 

## Lịch sử
Khu vực này đã là một phần của Đế quốc Khmer cho đến khi vua Ramathibodi, Vương quốc Ayutthaya đánh bại và sáp nhập lãnh thổ này vào vương quốc của mình. Sau khi Ayutthaya sụp đổ năm 1767, đã có nhiều bộ lạc sinh sống tại đây như Kha và Suai. Hai mươi năm sau, vua Rama I đã ban tặng tước quý tộc cho một lãnh đạo địa phương để vị này thống nhất các khu định cư vào một thị xã. Vào năm 1786, Thao Khamphong đã thành lập Ubon Ratchathani, đến năm 1792 nó trở thành một tỉnh và trung tâm của Isan. Năm 1925, nó trở thành một monthon của Nakhon Ratchasima. Năm 1933, sau khi monthon bị hủy bỏ, tỉnh này đã trở thành một đơn vị quốc gia đầu tiên của Thái Lan.
Trước năm 1972, Ubon Ratchathani là tỉnh lớn nhất Thái Lan. Sau khi các tỉnh Yasothon năm 1972, Amnat Charoen năm 1993 được tách ra, Ubon Ratchathani chỉ đứng hạng thứ năm trong danh sách các tỉnh lớn nhất.

## Biểu tượng
|  | Biểu tượng của Ubon Ratchathani là một hoa sen Lotus trong một vòng tròn, tượng trưng cho tên của tỉnh, với nghĩa là Thành phố Hoàng gia Hoa sen. Hoa đặc trưng của tỉnh này là hoa sen (Nymphaea lotus), cây đặc trưng là Yang-khao (Dipterocarpus alatus). |

## Các đơn vị hành chính
| 1.  | Mueang Ubon Ratchathani |
| 2.  | Si Mueang Mai           |
| 3.  | Khong Chiam             |
| 4.  | Khueang Nai             |
| 5.  | Khemarat                |
| 7.  | Det Udom                |
| 8.  | Na Chaluai              |
| 9.  | Nam Yuen                |
| 10. | Buntharik               |
| 11. | Trakan Phuet Phon       |

| 12. | Kut Khaopun      |
| 14. | Muang Sam Sip    |
| 15. | Warin Chamrap    |
| 19. | Phibun Mangsahan |
| 20. | Tan Sum          |
| 21. | Pho Sai          |
| 22. | Samrong          |
| 24. | Don Mot Daeng    |
| 25. | Sirindhorn       |
| 26. | Thung Si Udom    |